# Marie Bochet
Marie Bochet, född 2 februari 1994 i Chambéry, Frankrike, är en fransk alpin skidåkare. 

## Meriter
Paralympiska vinterspelen 2014
- Guld, störtlopp stående
- Guld, Super-G stående
- Guld, superkombination stående
- Guld, storslalom stående

Paralympiska vinterspelen 2018
- Guld, störtlopp stående
- Guld, Super-G stående
- Guld, storslalom stående
- Guld, slalom stående

Paralympiska vinterspelen 2022
- Silver, Super-G stående